# Brayan Véjar
Brayan Alfonso Vejar Utreras (Talcahuano, 14 luglio 1995) è un calciatore cileno, difensore del Palestino.

## Palmarès

### Club

#### Competizioni nazionali
- Campionato cileno: 1

Huachipato: Clausura 2012
- Supercopa de Chile: 1

Colo-Colo: 2018